# Cetinje
Cetinje (talijanski: Cettigne; albanski: Cetina), službena je prijestolnica Crne Gore, općina i povijesno središte crnogorske nacije.
Cetinje je većma bilo i glavni crnogorski grad. Sazdao ga je crnogorski vladar Ivan Crnojević 1482.
Grad je smješten u podnožju Lovćena, između Boke kotorske, Skadarskog jezera i Jadranskog mora.

## Povijest
Nastajanje Cetinja je uvjetovano povijesnom političkom, vojnom i gospodarskom pozadinom u 15. stoljeću. Turski osvajački ratovi natjerali su Ivana Crnojevića (vladara Zete u to doba), da preseli prijestolnicu iz utvrđenog Žabljaka Crnojevića do nedostupnih dijelova, najprije na Obod (1475. godine), a uskoro poslije toga u podnožje planine Lovćen. Dvije godine poslije, 1484., u Cetinjskom polju sagrađen je i Cetinjski manastir posvećen Bogorodici. Biljarda, Njegoševa rezidencija, sagrađena 1838., kao arhitektonsko zdanje postala je osnovom urbanističke cjeline Cetinja, ujedno je mjestom donošenja najbitnijih odluka, kulturnog, političkog i državnog života Crne Gore i kao takva ulazi u svijest crnogorskoga naroda.
Za vrijeme vladavine Nikole I Petrovića Cetinje doživljava ubrzan razvitak. Grade se Djevojački Institut, Kazalište (Zetski Dom) i hotel, a od međunarodnog priznanja Crne Gore na Berlinskom kongresu 1878-e u gradu se otvaraju brojna diplomatska predstavništva, od kojih se arhitekturom posebno ističu francusko, rusko i talijansko veleposlanstvo.   
Tokom devedesetih godina prošlog stoljeća Cetinje je bilo jedan od simbola otpora Miloševićevom režimu i uporište borbe za obnovu državnosti Crne Gore. 
Poznati Cetinjani: 
- Petar Lubarda,
- Dimitrije Popović,
- Marina Abramović,
- Veselin Vujović,
- Dado Đurić

## Stanovništvo
Po posljednjem službenom popisu stanovništva iz 2003. godine, općina Cetinje imala je 18.482 stanovnika, raspoređenih u 94 naseljena mjesta.
Nacionalni sastav:
- Crnogorci – 16.758 (90,67 %)
- Srbi – 853 (4,61 %)
- Romi – 129 (0,69 %)
- nacionalno neopredijeljeni – 277 (1,49 %)
- ostali – 465 (2,54 %)

Vjerski sastav:
- pravoslavni – 17.372 (93,99 %)
- ostali – 420 (2,27 %)
- neopredijeljeni – 287 (1,55 %)
- ne vjeruju – 150 (0,81 %)
- nepoznato – 253 (1,38 %)

## Naseljena mjesta
Bajice,
Barjamovica,
Bijele Poljane,
Bjeloši,
Bobija,
Boguti,
Bokovo,
Cetinje,
Češljari,
Čevo,
Dide,
Dobrska Župa,
Dobrsko Selo,
Dodoši,
Donja Zaljut,
Donje Selo,
Dragomi Do,
Drušići,
Dubovik,
Dubovo,
Dugi Do,
Dujeva,
Đalci,
Đinovići,
Erakovići,
Gađi,
Gornja Zaljut,
Gornji Ceklin,
Grab,
Gradina,
Građani,
Izvori,
Jankovići,
Jezer,
Kobilji Do,
Kopito,
Kosijeri,
Kranji Do,
Kućišta,
Lastva,
Lipa,
Lješev Stub,
Majstori,
Malošin Do,
Markovina,
Meterizi,
Mikulići,
Milijevići,
Mužovići,
Njeguši,
Obzovica,
Oćevići,
Očinići,
Ožegovice,
Pačarađe,
Pejovići,
Petrov Do,
Poda,
Podbukovica,
Prediš,
Prevlaka,
Prekornica,
Prentin Do,
Proseni Do,
Radomir,
Raičevići,
Resna,
Riječani,
Rijeka Crnojevića,
Rokoči,
Rvaši,
Ržani Do,
Smokovci,
Šinđon,
Štitari,
Tomići,
Trešnjevo,
Trnjine,
Uba,
Ubli,
Ublice,
Ugnji,
Ulići,
Velestovo,
Vignjevići,
Vojkovići,
Vrba,
Vrela,
Vuči Do,
Zabrđe,
Začir,
Zagora,
Žabljak i
Žanjev Do.

## Nacionalni sastav po naseljenim mjestima
- Bajice – uk. 857, Crnogorci – 792, Srbi – 46, neopredijeljeni – 1, Romi – 1, ostali – 17
- Barjamovica – uk. 3, Crnogorci – 3
- Bijele Poljane – uk. 16, Crnogorci – 16
- Bjeloši – uk. 86, Crnogorci – 80, neopredijeljeni – 1, ostali – 5
- Bobija – uk. 39, Crnogorci – 35, Srbi – 4
- Boguti – uk. 4, Crnogorci – 4
- Bokovo – uk. 20, Crnogorci – 20
- Velestovo – uk. 25, Crnogorci – 23, Srbi – 2
- Vignjevići – uk. 5, Crnogorci – 5
- Vojkovići – uk. 5, Crnogorci – 5
- Vrba – uk. 34, Crnogorci – 32, Srbi – 2
- Vrela – uk. 35, Crnogorci – 32, ostali – 3
- Vuči Do – uk. 3, Crnogorci – 3
- Gađi – uk. 0 (nema stanovnika)
- Gornja Zaljut – uk. 17, Crnogorci – 16, ostali – 1
- Gornji Ceklin – uk. 27, Crnogorci – 24, neopredijeljeni – 2, ostali – 1
- Grab – uk. 32, Crnogorci – 32
- Gradina – uk. 21, Crnogorci – 17, Srbi – 4
- Građani – uk. 23, Crnogorci – 20, ostali – 3
- Dide – uk. 0 (nema stanovnika)
- Dobrska Župa – uk. 51, Crnogorci – 45, Srbi – 3, neopredijeljeni – 3
- Dobrsko Selo – uk. 132, Crnogorci – 124, Srbi – 5, neopredijeljeni – 1, ostali – 2
- Dodoši – uk. 53, Crnogorci – 42, Srbi – 8, neopredijeljeni – 1, ostali – 2
- Donja Zaljut – uk. 25, Crnogorci – 25
- Donje Selo – uk. 23, Crnogorci – 21, Srbi – 1, ostali – 1
- Dragomi Do – uk. 13, Crnogorci – 13
- Drušići – uk. 76, Crnogorci – 71, Srbi – 5
- Dubovik – uk. 13, Crnogorci – 13
- Dubovo – uk. 5, Crnogorci – 5
- Dugi Do – uk. 15, Crnogorci – 15
- Dujeva – uk. 2, Crnogorci – 2
- Đalci – uk. 5, Crnogorci – 5
- Đinovići – uk. 3, Crnogorci – 3
- Erakovići – uk. 113, Crnogorci – 111, Srbi – 2
- Žabljak – uk. 40, Crnogorci – 31, Srbi – 9
- Žanjev Do – uk. 2, Crnogorci – 2
- Zabrđe – uk. 148, Romi – 110, Crnogorci – 25, Srbi – 3, ostali – 10
- Zagora – uk. 27, Crnogorci – 18, Srbi – 9
- Začir – uk. 14, Crnogorci – 14
- Izvori – uk. 18, Crnogorci – 18
- Jankovići – uk. 21, Crnogorci – 21
- Jezer – uk. 5, Crnogorci – 5
- Kobilji Do – uk. 53, Crnogorci – 53
- Kopito – uk. 29, Crnogorci – 28, Srbi – 1
- Kosijeri – uk. 16, Crnogorci – 15, Srbi – 1
- Kranji Do – uk. 30, Crnogorci – 30
- Kućišta – uk. 9, Crnogorci – 8, neopredijeljeni – 1
- Lastva – uk. 34, Crnogorci – 34
- Lipa – uk. 23, Crnogorci – 23
- Lješev Stub – uk. 0 (nema stanovnika)
- Majstori – uk. 0 (nema stanovnika)
- Malošin Do – uk. 1, Crnogorci – 1
- Markovina – uk. 16, Crnogorci – 12, Srbi – 3, ostali – 1
- Meterizi – uk. 65, Crnogorci – 48, Srbi – 14, neopredijeljeni – 3
- Mikulići – uk. 0 (nema stanovnika)
- Milijevići – uk. 8, Crnogorci – 7, Srbi – 1
- Mužovići – uk. 14, Crnogorci – 12, Srbi – 2
- Njeguši – uk. 17, Crnogorci – 15, Srbi – 1, ostali – 1
- Obzovica – uk. 6, Crnogorci – 6
- Ožegovice – uk. 11, Crnogorci – 10, neopredijeljeni – 1
- Oćevići – uk. 8, Crnogorci – 7, ostali – 1
- Očinići – uk. 54, Crnogorci – 53, ostali – 1
- Pačarađe – uk. 4, Crnogorci – 4
- Pejovići – uk. 5, Crnogorci – 5
- Petrov Do – uk. 7, Crnogorci – 7
- Poda – uk. 0 (nema stanovnika)
- Podbukovica – uk. 21, Crnogorci – 20, ostali – 1
- Prevlaka – uk. 24, Crnogorci – 24
- Prediš – uk. 15, Crnogorci – 13, ostali – 2
- Prekornica – uk. 5, Crnogorci – 5
- Prentin Do – uk. 18, Crnogorci – 17, Srbi – 1
- Proseni Do – uk. 7, Crnogorci – 7
- Radomir – uk. 0 (nema stanovnika)
- Raičevići – uk. 89, Crnogorci – 89
- Rvaši – uk. 72, Crnogorci – 54, Srbi – 14, neopredijeljeni – 3, ostali – 1
- Resna – uk. 13, Crnogorci – 13
- Ržani Do – uk. 3, Crnogorci – 3
- Rijeka Crnojevića – uk. 216, Crnogorci – 166, Srbi – 34, neopredijeljeni – 5, ostali – 11
- Riječani – uk. 20, Crnogorci – 15, Srbi – 5
- Rokoči – uk. 54, Crnogorci – 48, Srbi – 2, neopredijeljeni – 2, ostali – 2
- Smokovci – uk. 0 (nema stanovnika)
- Tomići – uk. 2, Crnogorci – 2
- Trešnjevo – uk. 69, Crnogorci – 66, Srbi – 2, ostali – 1
- Trnjine – uk. 29, Crnogorci – 29
- Uba – uk. 5, Crnogorci – 5
- Ubli – uk. 40, Crnogorci – 38, Srbi – 1, neopredijeljeni – 1
- Ublice – uk. 1, Crnogorci – 1
- Ugnji – uk. 25, Crnogorci – 23, Srbi – 1, ostali – 1
- Ulići – uk. 10, Crnogorci – 10
- Cetinje – uk. 15.137, Crnogorci – 13.814, Srbi – 660, neopredijeljeni – 252, Romi – 18, ostali – 393
- Čevo – uk. 62, Crnogorci – 58, ostali – 4
- Češljari – uk. 13, Crnogorci – 12, Srbi – 1
- Šinđon – uk. 25, Crnogorci – 19, Srbi – 6
- Štitari – uk. 41, Crnogorci – 41

## Jezici
- crnogorski – 13.253 (71,70 %)
- srpski – 4532 (24,52 %)
- romski – 101 (0,54 %)
- ostali i nepoznato – 596 (3,24 %)

## Šport
- Nogometni klub "FK "Lovćen" osnovan je 12. lipnja 1913. godine.
- Nogometni klub FK "Cetinje", osnovan 1975. godine.
- Košarkaški klub "KK Lovćen", osnovan je 1947. godine.
- Rukometni klub "RK Lovćen" osnovan je početkom 1949. godine.

## Zanimljivosti
- Crnogorci ne kažu da je netko ili nešto "iz Cetinja" ili da je nešto bilo "u Cetinju", nego kažu da je "s Cetinja" odnosno "na Cetinju".
- Brijest (pravna povijest)

## Galerija
- Spomenik Ivanu Crnojeviću
- Unutrašnjost crkve na Ćipuru
- Vlaška crkva (Cetinje)
- Stećak
- Austrougarsko poslanstvo
- Vladin Dom, jedno od najimpozantnijih cetinjskih zdanja
- Partizanski spomenik

## Vanjske poveznice
- Službene stranice Cetinja